# Nawal El Moutawakel
Nawal El Moutawakel (em árabe: نوال المتوكل‎) (Casablanca, 15 de abril de 1962) é uma ex-atleta e campeã olímpica marroquina, vencedora da primeira edição da prova dos 400 metros com barreiras para mulheres nos Jogos Olímpicos de Los Angeles, em 1984, tornando-se a  primeira muçulmana e a primeira  africana a ser campeã olímpica.
Atualmente, ela exerce o cargo de vice-presidente do Comitê Olímpico Internacional.

## Biografia

### Os primeiros tempos
Nawal El Moutawakel nasceu no ambiente urbano de Casablanca, no seio de uma família da classe média, aberta aos modernos hábitos culturais nos quais pontificava a actividade desportiva. Seu pai, Mohamed El Moutawakel, funcionário do Banco Marroquino do Comércio Exterior, encorajou-a a essa prática, sem lhe impor os valores tradicionais da sociedade marroquina.
Começou a sua carreira desportiva em 1978, com dezesseis anos de idade. Em 1980, seu treinador a aconselhou a optar pela prova de 400 metros com barreiras, antes de vencer os campeonatos da África nesta distância. Demonstrando um grande talento para as corridas atléticas e, nomeadamente, para as provas com barreiras, El Moutawakel foi convidada para estudar educação física e praticar atletismo na Universidade Estadual de Iowa, nos Estados Unidos, onde chegou em janeiro de 1983.
A barreira da língua que não dominava e a morte do pai (grande impulsionador da sua carreira num país onde o desporto para mulheres era ainda praticado com muitas dificuldades), num acidente de automóvel poucos meses depois da sua chegada à América, quase a levaram de volta à sua terra natal. Porém, apesar das dificuldades, ela decidiu ficar e praticar com afinco a sua modalidade desportiva preferida.
Logo na temporada de 1983, começou a dar nas vistas obtendo marcas que a projectaram internacionalmente. Nesse mesmo ano, obteve, em Casablanca, a medalha de ouro nos Jogos do Mediterrâneo, feito que repetiu nos Jogos seguintes em 1987, em Latakia, na Síria.

### O feito olímpico
Devido ao seu grande sucesso nas provas norte-americanas durante o início do ano de 1984, o Comité Olímpico Marroquino decidiu seleccioná-la para competir nos Jogos Olímpicos de 1984 que tiveram lugar em Los Angeles. El Moutawakel era a única mulher na equipa. Em agosto de 1984, a atleta marroquina fez história, tornando-se, de uma só vez, nas primeira mulher marroquina, africana e muçulmana a ser campeã olímpica.
Tornou-se uma heroína no seu país e, para celebrar o feito, o rei Hassan II a telefonou logo após a prova para congratulá-la e decretou que todas as meninas nascidas no dia da sua vitória fossem batizadas com o nome de Nawal, em homenagem à campeã olímpica.

### O final da carreira
A medalha de ouro nos Jogos Olímpicos foi o maior feito da sua carreira. No entanto, durante a sua curta carreira como competidora, El Moutawakel teve ainda outras importantes vitórias em meetings e em provas como os Campeonatos Africanos e os Jogos do Mediterrâneo. Decidiu encerrar carreira em 1987, com apenas 25 anos de idade.

## Vida posterior
Ela tem sido, desde 1996, membro activa do Grupo de Trabalho do Comitê Olímpico Internacional para as Mulheres e o Desporto. Foi também a primeira mulher Secretária do Comité de Avaliação do COI que avaliou as candidaturas para os Jogos Olímpicos de Verão de 2012. E foi a principal dirigente do COI a coordenar e avaliar o andamento dos trabalhos realizados no Rio de Janeiro para a Rio 2016. É o único muçulmano a integrar o comitê olímpico.
É ainda membro vitalício do Conselho da IAAF desde 1995 e é figura proeminente na promoção do desenvolvimento e da Mulher no Desporto através do Atletismo.
Em paralelo à actividade de dirigente desportiva, El Moutawakel tem tido também um percurso político que a levou a fazer parte de dois governos marroquinos. Assim, em agosto de 1997, foi empossada pelo rei Rei Hassan II como Secretária de Estado da Juventude e Desportos, junto do ministro dos Assuntos Sociais, cargo que ocupou até março de 1998. Em 15 de outubro de 2007, foi nomeada ministra da Juventude e Desportos no governo de Abbas El Fassi e hoje também exerce o cargo de vice-presidente da Federação Real de Atletismo do Marrocos.
Em março de 2015 foi condecorada com a Legião de Honra pelo presidente da França,  François Hollande.
Nawal vive em Casablanca com o seu marido e os seus dois filhos.

## Legado
O seu legado continuou ao instituir em 1993 a  Courir pour le plaisir, uma corrida de 5 km que tem lugar nas ruas de Casablanca dirigida às mulheres dos 15 aos 75 anos e que desde então se tornou a maior corrida feminina num país muçulmano, com mais de 30 mil mulheres participando a cada ano.  Este evento é organizado pela Associação Marroquina para o Desporto e Desenvolvimento, da qual ela foi Presidente. Nawal El Moutawakel usa o seu prestígio e a sua popularidade para continuar a derrubar as barreiras que se deparam às mulheres que pretendem praticar desporto, sendo um exemplo para todas as sociedades onde ainda impera um domínio social masculino.
O seu triunfo nas olimpíadas de Los Angeles foi muito importante para o desenvolvimento desportivo das mulheres no mundo árabe. Graças a esse feito, as mulheres tiveram mais facilidades para praticar desporto e, a partir daí, apareceram outras mulheres árabes que se destacaram em diferentes provas, como a argelina Hassiba Boulmerka ou a síria Ghada Shouaa, ambas campeãs olímpicas, ou ainda a sua compatriota Nezha Bidouane que foi campeã mundial em 1997, exatamente na mesma prova de 400 metros barreiras..

## Citações
"Aqueles 54.61s mudaram minha vida."— Nawal El Moutawakel falando sobre o tempo que levou para correr os 400 m c/ barreiras em Los Angeles 1984.
"Eu tenho a satisfação de ter contribuído para a libertação da mulher muçulmana; ou melhor, dos homens muçulmanos, que foram obrigados a meditar sobre a minha capacidade."— Nawal El Moutawakel em 2009.